# Унжа
Унжа (на руски: Унжа) е река във Вологодска и Костромска област и на Русия, ляв приток на Волга (влива се в Горкиевското водохранилище). Дължина 426 km. Площ на водосборния басейн 28 900 km².

## Извор, течение, устие
Река Унжа се образува на 142 m н.в., от сливането на реките Лундонга (лява съставяща) и Кема (дясна съставяща), водещи началото си от възвишението Северни Ували, на 6 km югозападно от село Николское, в южната част на Вологодска област. В горното течение тече в западна и югозападна посока в широка долина, на места с бързеи и малки прагове. След това завива на югоизток и навлиза в Костромска област, където ширината на коритото ѝ достига до 60 m. Почти по цялото си протежение десният ѝ бряг е висок и стръмен и повечето от населените места са разположени по него. Левият бряг е предимно нисък, на места заблатен и залесен, като се срещат и пясъчни плажове. След град Мантурово Унжа завива на югозапад и тук коритото и става широко до 300 m, а след град Макарев – още повече. Влива се в Унженския залив на Горкиевското водохранилище (изградено на река Волга), при 2372 km на Волга, на 80 m н.в., при село Чумиково, в южната част на Костромска област.

## Водосборен басейн, притоци
Водосборният басейн на Унжа обхваща площ от 28 900 km², което представлява 2,13% от водосборния басейн на Волга. На северозапад водосборният басейн на Унжа граничи с водосборния басейн на река Сухона (лява съставяща на Северна Двина), а на североизток – с водосборния басейн на река Юг (дясна съставяща на Северна Двина). На изток и югоизток – с водосборния басейн на река Ветлуга и други по-малки, леви притоци на Волга, а на запад и югозапад – с водосборните басейни на реките Кострома и Немба, леви притоци на Волга.
Основни притоци: леви – Лундонга (89 km), Святица (66 km), Пеженга (64 km), Княжая (63 km), Мьожа (186 km), Бели Лух (119 km), Черни Лух (6 km); десни – Кема (105 km), Юза (92 km), Кунож (98 km), Вига (175 km), Понга (73 km), Нея (253 km).

## Хидроложки показатели
Река Унжа има смесено подхранване с преобладаване на снежното. Среден годишен отток на 50 km от устието 158 m³/s, максимален 2520 m³/s, минимален 7,82 m³/s, с ясно изразено пълноводие от април до юни. Заледява се в периода от октомври до началото на декември, а се размразява през април или началото на май.

## Стопанско значение, селища
Плавателна е за плиткогазещи съдове по време на пролетното пълноводие до град Кологрив, а по време на маловодие – до град Макарев. Долината на реката е гъсто заселена, като в нея са разположени множество населени места, в т.ч. градовете Кологрив, Мантурово и Макарев в Костромска област.